# Бульвар Ротшильда

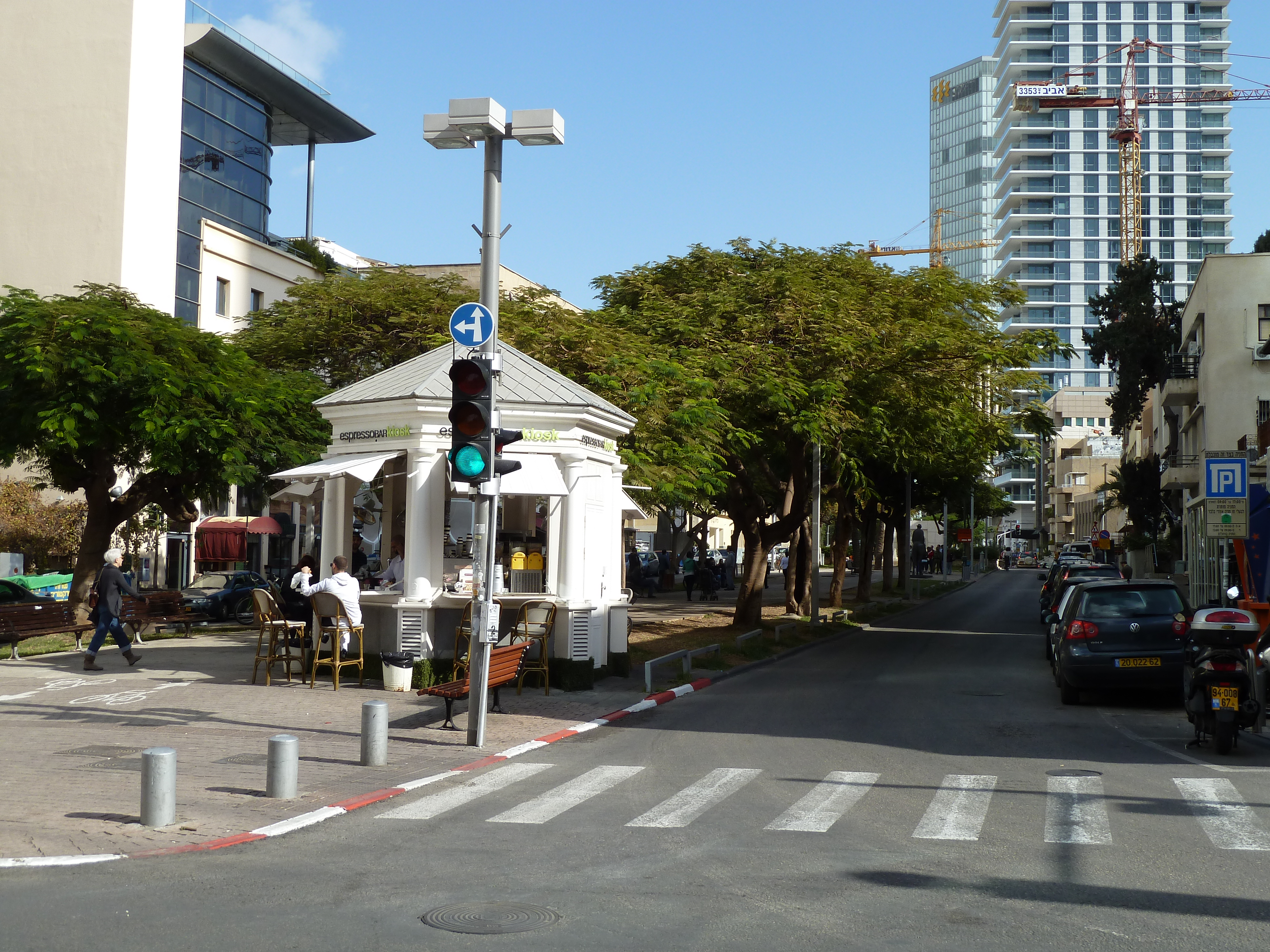
Угол бульвара Ротшильда и улицы Герцля

Бульвар Ротшильда (ивр. שְׂדֵרוֹת רוֹטשִׁילד‎) — улица Тель-Авива, одна из главных туристических достопримечательностей города. Начинается от Неве-Цедека на юго-западной окраине города и доходит до театра Габима на севере. В центре улицы расположена полоса деревьев с пешеходными и велосипедными дорожками.

## История

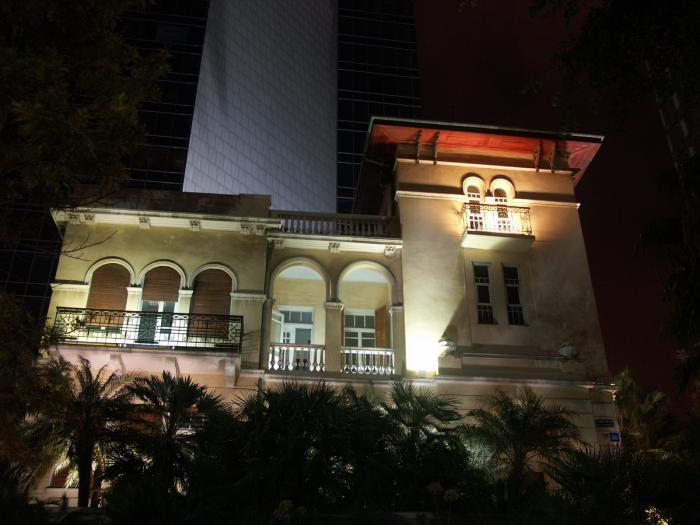
Бывшее здание посольства СССР на бульваре Ротшильда, 46, построенное по проекту Иегуды Магидовича в 1924 году. Восстановлено и отремонтировано (1991) архитекторами Амнон Бар-Ор, Авраамом Ясским, Йосси Сиван, Моти Бодеком

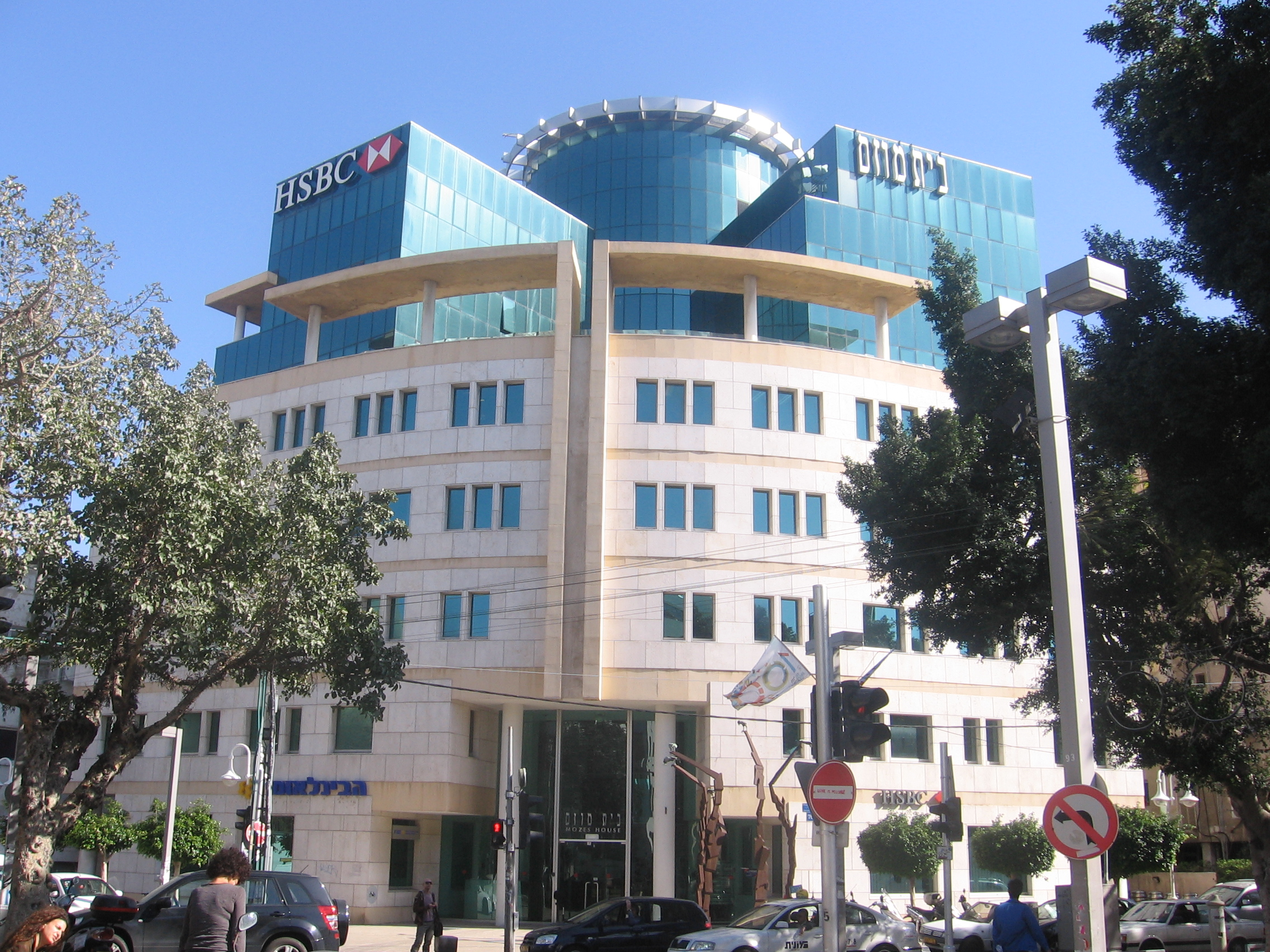
Бейт Мозес

Бульвар Ротшильда изначально назывался Рехов ха-Ам («Народная улица») и по желанию жителей города был переименован в честь барона Эдмона Джеймса де Ротшильда. Дом на углу бульвара Ротшильда и улицы Герцля был построен в 1909 году семьей Элиафсон, одной из шестидесяти семей основателей Тель-Авива. В 2007 году это здание было приобретено и восстановлено Институтом Франции.
На бульваре Ротшильда находится Зал Независимости, где в 1948 была подписана Декларация независимости Израиля. Многие из исторических зданий, построенных в стиле Баухауз или интернациональном стиле, входят в состав Белого города Тель-Авива, внесённого в список Всемирного наследия ЮНЕСКО. На фасаде дома Ледерберга 1925 года постройки, расположенного на пересечении улицы Алленби и бульвара Ротшильда, имеются керамические фрески работы Зеева Рабана. На этих фресках изображены еврейские переселенцы в Палестину, занятые сельскохозяйственными работами, с цитатой из пророка Иеремии.
В 1995 году муниципалитет провел архитектурный конкурс на лучший дизайн улицы. Архитектор Моти Бодек предложил использовать существующее кольцо улиц как систему пешеходных путей и велосипедных дорожек, предназначенных для туристов, спортивных и рекреационных мероприятий, а также восстановление и реконструкцию исторических киосков.
В 2013 году компания Абсолют в рамках своего проекта, посвящённого городам мира, представила бутылку, посвящённую Тель-Авиву. Дизайн бутылки разработан на основе ночного пейзажа бульваров Ротшильда и Нордау.

## Финансовый центр
Бульвар Ротшильда известен как место концентрации финансовых учреждений. Здесь расположены небоскрёб Первого международного банка, а также офис израильского отделения банка HSBC. К 2005 году на бульваре были восстановлены исторические здания, и улица испытывает период своеобразного возрождения. В феврале 2012 компания Bloomberg открыла офис на бульваре Ротшильда, а в марте того же года — банковская группа Julius Baer Group.
В 2011 на бульваре Ротшильда был разбит палаточный лагерь участников массовых протестов против дороговизны стоимости жилья и высоких расходов на проживание.